# Vĩ Tuyến 17: Chiến tranh Nhân dân
Vĩ Tuyến 17: Chiến tranh Nhân dân (tiếng Pháp: Le 17e parallèle: La guerre du peuple) là một bộ phim tài liệu Pháp năm 1968 do Joris Ivens đạo diễn. Bộ phim lấy bối cảnh là những ảnh hưởng của chiến dịch ném bom của Mỹ đối với người dân Việt Nam, vốn chủ yếu là nông dân.

## Tóm tắt
Năm 1968, giữa miền Nam Việt Nam dưới sự kiểm soát của Quân đội Hoa Kỳ và miền Bắc Việt Nam đang đấu tranh giành độc lập, một khu phi quân sự đã được lập ra xung quanh vĩ tuyến 17. Joris Ivens và vợ mình, Marceline Loridan, đã đến khu vực này quanh làng Vĩnh Linh trong hai tháng để sống giữa những người nông dân trú ẩn trong các căn hầm để cố gắng sống sót sau trận ném bom không ngừng của pháo binh Mỹ.